# Austin Ekeler
Austin Ekeler (geboren am 17. Mai 1995 in Lincoln, Nebraska) ist ein US-amerikanischer American-Football-Spieler auf der Position des Runningbacks. Er spielte College Football für die Western Colorado University und steht seit 2024 bei den Washington Commanders in der National Football League (NFL) unter Vertrag. Zuvor spielte Ekeler sieben Jahre lang für die Los Angeles Chargers.

## College
Ekeler besuchte die Highschool in Eaton, Colorado. Anschließend spielte er von 2013 bis 2016 Football am College. Ekeler besuchte die Western Colorado University und spielte dort für die Western Colorado Mountaineers in der zweitklassigen NCAA Division II FBS. In vier Spielzeiten erlief er bei 932 Laufversuchen 5857 Yards und 55 Touchdowns.

## NFL
Im Anschluss an den NFL Draft 2017 wurde Ekeler als Undrafted Free Agent von den Los Angeles Chargers unter Vertrag genommen. Er schaffte es in den Kader für die Regular Season und konnte sich bis zum Saisonende als Backup von Melvin Gordon etablieren. Am 4. Spieltag gelang ihm gegen die Philadelphia Eagles sein erster Touchdown in der NFL. Ekeler beendet die Saison mit 260 Rushing Yards und zwei erlaufenen Touchdowns bei 47 Laufversuchen, zudem fing er 27 Pässe für 279 Yards und drei weitere Touchdowns. Am 15. Spieltag brach er sich gegen die Kansas City Chiefs eine Hand und wurde daher an den letzten beiden Spieltagen nur in den Special Teams eingesetzt.
Nach einem weiteren Jahr als Backup von Melvin Gordon nahm Ekeler 2019 eine deutlich größere Rolle ein, da Gordon für einen neuen Vertrag streikte und daher zunächst nicht spielte. Am ersten Spieltag erzielte Ekeler den spielentscheidenden Touchdown in der Overtime, insgesamt war er in der Partie gegen die Indianapolis Colts für 154 Yards Raumgewinn verantwortlich. Ekeler erlief 2019 insgesamt 557 Yards, vor allem war er allerdings als Passempfänger effektiv und fing Pässe für 993 Yards. Ihm gelangen 11 Touchdowns.
Im März 2020 einigte sich Ekeler mit den Chargers auf eine Verlängerung seines auslaufenden Vertrages um vier Jahre für 24,5 Millionen Dollar. Sein Konkurrent Gordon wechselte hingegen zu den Denver Broncos, einem Divisionsrivalen der Chargers. Am 4. Spieltag der Saison 2020 verletzte sich Ekeler im Spiel gegen die Tampa Bay Buccaneers am Oberschenkel und wurde in der Folge auf die Injured Reserve List gesetzt. Insgesamt kam Ekeler in 10 Spielen zum Einsatz, in denen er bei einem Schnitt von 4,6 Yards pro Lauf 530 Yards erlief sowie 54 Pässe für 403 Yards fing. Dabei erzielte er drei Touchdowns.
In der Saison 2021 stellte Ekeler mit 911 Rushing-Yards einen neuen Karrierebestwert auf. Zudem erzielte er im Passspiel weitere 647 Yards Raumgewinn, was in dieser Saison Bestwert eines Runningbacks war. Mit insgesamt 20 Touchdowns führte er zusammen mit Jonathan Taylor die Liga an.
Am 17. Spieltag der Saison 2022 wurde Ekeler erstmals als AFC Offensive Player of the Week ausgezeichnet. Beim 31:10-Sieg gegen die Los Angeles Rams erlief er bei 10 Versuchen 122 Yards und zwei Touchdowns, zudem fing er vier Pässe für 39 Yards. Ekeler führte die Liga 2022 zum zweiten Mal in Folge in insgesamt erzielten Touchdowns an, er erlief 915 Yards und 13 Touchdowns und erzielte zudem 722 Yards Raumgewinn und fünf Touchdowns im Passspiel. Vor der Saison 2023 bat Ekeler die Chargers um einen Trade, nachdem Verhandlungen um eine Vertragsverlängerung gescheitert waren. Letztlich einigte er sich mit den Chargers auf mögliche Bonuszahlungen in Höhe von bis zu 1,75 Millionen US-Dollar in seinem letzten Vertragsjahr und blieb in Los Angeles. Allerdings spielte Ekeler 2023 seine bis dahin schwächste NFL-Saison, in der er nur 3,5 Yards pro Lauf und fünf erlaufene Touchdowns verzeichnete.
Im März 2024 unterschrieb Ekeler einen Zweijahresvertrag im Wert von bis zu elf Millionen US-Dollar bei den Washington Commanders.

### NFL-Statistiken
| Saison                             | Team  | Spiele | Spiele | Rushing | Rushing | Rushing | Rushing | Rushing | Receiving | Receiving | Receiving | Receiving | Receiving | Fumbles | Fumbles |
| Saison                             | Team  | GP     | GS     | Att     | Yds     | Avg     | Lng     | TD      | Rec       | Yds       | Avg       | Lng       | TD        | Fum     | Lost    |
| ---------------------------------- | ----- | ------ | ------ | ------- | ------- | ------- | ------- | ------- | --------- | --------- | --------- | --------- | --------- | ------- | ------- |
| 2017                               | LAC   | 16     | 0      | 47      | 260     | 5,5     | 35      | 2       | 27        | 279       | 10,3      | 38        | 3         | 2       | 2       |
| 2018                               | LAC   | 14     | 3      | 106     | 554     | 5,2     | 41      | 3       | 39        | 404       | 10,4      | 44        | 3         | 1       | 1       |
| 2019                               | LAC   | 16     | 8      | 132     | 557     | 4,2     | 35      | 3       | 92        | 993       | 10,8      | 84        | 8         | 3       | 2       |
| 2020                               | LAC   | 10     | 10     | 116     | 530     | 4,6     | 27      | 1       | 54        | 403       | 7,5       | 28        | 2         | 1       | 0       |
| 2021                               | LAC   | 16     | 16     | 206     | 911     | 4,4     | 28      | 12      | 70        | 647       | 9,2       | 40        | 8         | 4       | 3       |
| 2022                               | LAC   | 17     | 17     | 204     | 915     | 4,5     | 72      | 13      | 107       | 722       | 6,7       | 23        | 5         | 5       | 3       |
| 2023                               | LAC   | 14     | 14     | 179     | 628     | 3,5     | 55      | 5       | 51        | 436       | 8,5       | 39        | 1         | 5       | 4       |
| 2024                               | WAS   | 12     | 6      | 77      | 367     | 4,8     | 50      | 4       | 35        | 366       | 10,5      | 34        | 0         | 3       | 0       |
| Total                              | Total | 115    | 74     | 1067    | 4722    | 4,4     | 72      | 43      | 475       | 4250      | 8,9       | 84        | 30        | 24      | 14      |
| Quelle: pro-football-reference.com |       |        |        |         |         |         |         |         |           |           |           |           |           |         |         |